# Прапори Південно-Африканської Республіки
Прапори Південно-Африканської Республіка — список національних, регіональних і військових прапорів Південно-Африканської Республіки та її попередників.

## Національні прапори
Список національних прапорів
| Прапор | Тривалість  | Використання                                                            | Опис |
| ------ | ----------- | ----------------------------------------------------------------------- | --- |
|        | 1910 — 1912 | Прапор Південно-Африканського Союзу                                     | Британський червоний прапор із зображенням щита з гербом ПАС.                                                                               |
|        | 1912 — 1928 | Прапор Південно-Африканського Союзу                                     | Те саме, але щит укладено в біле коло. |
|        | 1928 — 1994 | Прапор Південно-Африканського Союзу та Південно-Африканської Республіки | Прапор принца, у середині якого розташовуються: британський прапор, прапор Помаранчевої Вільної Держави (вертикально) та прапор Трансвааля. |
|        | з 1994 року | Прапор Південно-Африканської Республіки                                 | Використовується з 1994 року. |

## Військові прапори

### Флот
| Прапор                                       | Тривалість                 | Використання                                | Опис                                                                                               |
| -------------------------------------------- | -------------------------- | ------------------------------------------- | -------------------------------------------------------------------------------------------------- |
|                                              | 1946 — 1951                | Прапор ВМФ Південно-Африканської Республіки | Білий прапор з прапор Південно-Африканської Республіки в лівому верхньому кутку.                   |
| Naval Ensign of South Africa (1951–1952)     | 1951 — 1952                | Прапор ВМФ Південно-Африканської Республіки | Прапор ПАС з прапором принца й червоним левом на прапорі.                                          |
| Naval Ensign of South Africa from 1959-1981. | 1952 — 1981                | Прапор ВМФ Південно-Африканської Республіки | Білий прапор із зеленим скандинавським хрестом і прапором ПАС в кутку.                             |
| Naval Ensign of South Africa from 1981-1994. | 1981 — 29 вересня 1994     | Прапор ВМФ Південно-Африканської Республіки | Зелений прямий хрест (хрест св. Георгія) на білому тлі з прапором ПАР у кутку та емблемою ВМФ ПАР. |
| Naval ensign of South Africa.                | 29 вересня 1994 — наші дні | Прапор ВМФ Південно-Африканської Республіки | Зелений прямий хрест (хрест св. Георгія) на білому тлі з прапором ПАР у кутку.                     |

### Військово-повітряні сили
| Прапор                                 | Тривалість                 | Використання                                | Опис                                                                               |
| -------------------------------------- | -------------------------- | ------------------------------------------- | ---------------------------------------------------------------------------------- |
| Ensign of the South African Air Force. | 29 вересня 1994 — наші дні | Прапор ВПС Південно-Африканської Республіки | Блакитне тло із прапором ПАР у кутку та емблемою ВПС ПАР у правому нижньому кутку. |

## Бурські прапори
Одними із перших південну Африку стали засвоювати вихідці з Нідерландів, нащадки яких стали називатися бурами (від нідерл. boer, селянин). Тому прапори багатьох бурських республік так чи інакше засновані на прапорі їхньої історичної батьківщини.
| Прапор                                               | Тривалість                      | Використання                 | Опис |
| ---------------------------------------------------- | ------------------------------- | ---------------------------- | --- |
| Flag of the Transvaal and the South African Republic | 18 лютого 1858 — 31 травня 1902 | Прапор Республіки Тансвааль. | Вертикальна зедена полоска і три горизонтальні полоски: (зверху вниз) червоний, білий, синій.                                                     |
| Flag of the Orange Free State                        | 23 лютого 1857 — 31 травня 1902 | Прапор Оранжевої Республіки. | 7 вертикальних полосок (три помаранчеві та чотири білі) разом з прапором Нідерландів в лівому верхньому кутку.                                    |
| Flag of Natalia Republic                             | 1839 — 1843                     | Прапор Республіки Наталь.    | Прапор складається з трьох трикутників — білого рівнобедреного трикутника, та двох прямокутних трикутників — червоного(зверху) та синього(знизу). |

Також кілька нових короткоживучих республік були засновані перед другою Бурською війною.
| Прапор                                                        | Тривалість  | Використання                          |
| ------------------------------------------------------------- | ----------- | ------------------------------------- |
| Flag of Stellaland in early 1883                              | 1882 — 1883 | Прапор Стеллаленду.                   |
| Flag of the Republic of Goshen, adopted 1883                  | 1882 — 1883 | Прапор Гошена.                        |
| Flag of Stellaland from late 1883 to its abolishment in 1885. | 1883 — 1885 | Прапор Сполучених Штатів Стеллаленду. |
| Flag of Nieuwe Republiek                                      | 1884 — 1888 | Прапор Республіки Нійове.             |
| Flag of Klein Vrystaat, a short-lived Boer republic (1886-90) | 1886 — 1891 | Прапор Кляйн Вістаат.                 |